# Kriegsheim
Kriegsheim es una localidad y comuna francesa, situada en el departamento de Bajo Rin en la región de Alsacia.

## Demografía
| 316 | 330 | 331 | 362 | 405 | 615 |
| Para los censos de 1962 a 1999 la población legal corresponde a la población sin duplicidades (Fuente: INSEE [Consultar]) |     |     |     |     |     |

(Población sans doubles comptes según la metodología del INSEE).